# شنا در مسابقات جهانی ورزش‌های آبی ۱۹۷۵
شنا یکی از رشته‌های ورزشی مسابقات جهانی ورزش‌های آبی ۱۹۷۵ بوده است.

## جدول مدال‌ها
| رتبه  | کشور                | طلا | نقره | برنز | مجموع |
| ۱     | ایالات متحده آمریکا | ۱۱  | ۱۱   | ۹    | ۳۱    |
| ۲     | آلمان شرقی          | ۱۱  | ۷    | ۵    | ۲۳    |
| ۳     | مجارستان            | ۳   | ۰    | ۰    | ۳     |
| ۴     | بریتانیای کبیر      | ۲   | ۱    | ۵    | ۸     |
| ۵     | آلمان غربی          | ۱   | ۲    | ۱    | ۴     |
| ۶     | استرالیا            | ۱   | ۲    | ۰    | ۳     |
| ۷     | هلند                | ۰   | ۲    | ۳    | ۵     |
| ۷     | اتحاد جماهیر شوروی  | ۰   | ۲    | ۳    | ۵     |
| ۹     | کانادا              | ۰   | ۱    | ۲    | ۳     |
| ۱۰    | ژاپن                | ۰   | ۱    | ۰    | ۱     |
| ۱۱    | ایتالیا             | ۰   | ۰    | ۱    | ۱     |
| مجموع | مجموع               | ۲۹  | ۲۹   | ۲۹   | ۸۷    |